# Dmitri Hvorostovski
Dmitri Aleksandrovich Hvorostovski (în rusă Дмитрий Александрович Хворостовский; n. 16 octombrie 1962, Krasnoiarsk, RSFS Rusă, URSS – d. 22 noiembrie 2017, Londra, Anglia, Regatul Unit) a fost un cântăreț de operă (bariton) de renume mondial din Rusia, Artist al Poporului din Rusia.

## Carieră
Dmitri Hvorostovski s-a născut în Krasnoyarsk în Siberia. El a studiat la Școala de Arte din Krasnoyarsk cu Yekatherina Yofel și a debutat la Opera Krasnoyarsk, în rolul lui Marullo din Rigoletto. El a câștigat Premiul Întâi atât la Competiția Glinka în 1987 cât și la Concursul de Canto din Toulouse în 1988. Hvorostovski a devenit cunoscut pe plan internațional în 1989 când a câstigat BBC Cardiff Singer of the World competition, întrecându-l pe favoritul local Bryn Terfel în finală. El a interpretat "Ombra mai fu" de Handel și "Per me giunto...O Carlo ascolta" din Don Carlo de Verdi. Cariera sa internatională a început imediat (debut la Londra în 1989, iar la New York în 1990).
Debutul său în vestul Europei a fost la Opera din Nisa în The Queen of Spades (1989). În Italia el  a debutat la La Fenice ca Eugene Onegin, un succes care i-a consolidat reputația, urmând debutul său american la Opera Lirică din Chicago (1993) în Traviata.
De atunci el a fost angajat la toate teatrele mari din lume, inclusiv la Metropolitan Opera (debut: 1995), la Royal Opera House la Covent Garden, la Berlin State Opera, la La Scala si la Vienna State Opera. El este recunoscut in mod special pentru interpretarea rolului Eugene Onegin de Ceaikovski; The New York Times îl descrie ca fiind  "născut pentru rol."
În 2002, Hvorostovski a performat la "Balul Petrușca" organizat de the Organizatia pentru Ajutorul Copiilor din Rusia. El este Director Onorific al organizatiei. Bărbat înalt, cu părul albit prematur, Hvorostovski este recunoscut internațional în calitate de interpret de operă dar și ca artist de concert. El a intrat în topul celor 50 mai frumoși oameni din lume creat de revista People, o raritate pentru un muzician clasic. Vocea sa înaltă, de volum mediu, are un timbru lichid specific baritonilor ruși.
În ultimii ani repertoriul lui Hvorostovski este compus aproape în întregime din operele lui Verdi cum ar fi Un ballo in maschera, Traviata si Simon Boccanegra; el a apărut in Rigoletto și în Il trovatore într-o productie de David McVicar la Metropolitan Opera alături de Sondra Radvanovsky.
Hvorostovski a decedat la 22 noiembrie 2017 la Londra din cauza unei tumori cerebrale descoperită cu doi ani înainte.

## Discografie
Dmitri Hvorostovski a înregistrat numeroase CD-uri, primul cu Valery Gergiev pentru Philips iar apoi cu Constantine Orbelian pentru Delos, și de asemenea a înregistrat pe DVD.